# Ludwig Kinkel
Ludwig Kinkel (* 9. Juni 1826 in Breidenbach im Landkreis Marburg-Biedenkopf; † 13. November 1905 ebenda) war ein deutscher Bürgermeister und Mitglied des Provinziallandtages der Provinz Hessen-Nassau.

## Leben
Ludwig Kinkel wurde als Sohn des Johannes Kinkel (1786–1860) und dessen Ehefrau Eva Thomä (1790–1858) geboren.
Er übte in seiner Heimatgemeinde Breidenbach das Amt des Bürgermeisters aus. Mit diesem Amt verbunden war die Tätigkeit als Standesbeamter sowie als Bezirks-Wegeaufseher.
1869 erhielt er ein Mandat für den Nassauischen Kommunallandtag der preußischen Regierungsbezirks Wiesbaden bzw. für den Provinziallandtag der Provinz Hessen-Nassau (18. Kommunallandtag), wo er Mitglied des Rechnungsprüfungsausschusses war. Er war Vertreter des Abgeordneten Johann Conrad Raabe.
Bis 1900 war er Renteiverwalter bei den Herren von Breidenbach.